# Province de l'Antarctique chilien
La province de l'Antarctique chilien (en espagnol : Provincia de la Antártica Chilena) fait partie de la région de Magallanes et de l'Antarctique chilien. D'une superficie de 14 146 km2 (1 261 146 km2 avec le Territoire chilien de l'Antarctique, qui représente 1 250 000 km2), elle a été créée le 4 novembre 1975.

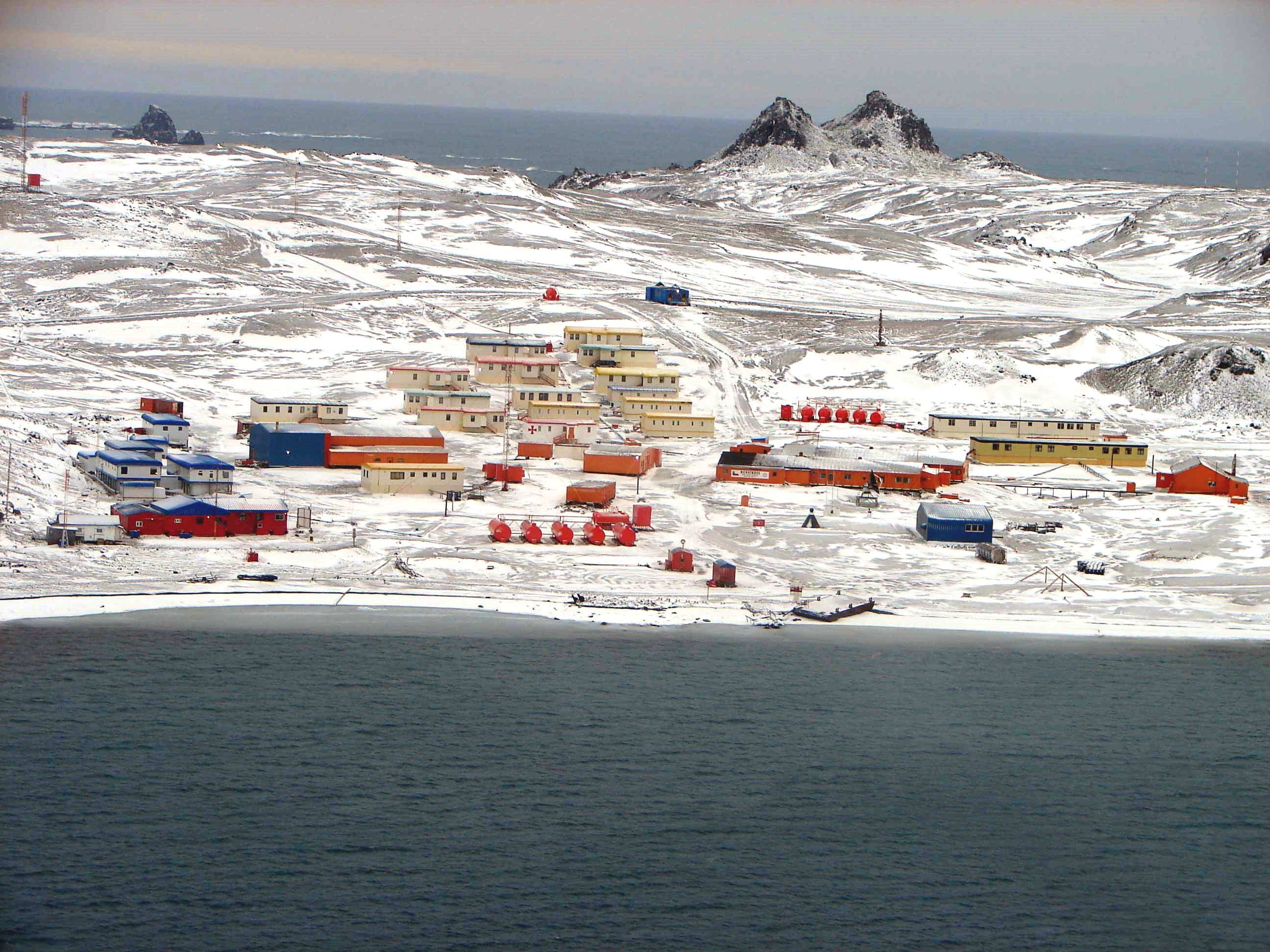
Base Président Eduardo Frei Montalva

## Communes
La province comprend les communes suivantes : 
- Cabo de Hornos, créée en 1927, dépendante jusqu'en 1975 du département de Tierra del Fuego, et où se trouve la capitale de la province : Puerto Williams
- Antártica, créée en 1961, dépendante jusqu'en 1961 de la ville de Punta Arenas, territoire du continent Antarctique revendiqué par le Chili, mais non reconnu par la communauté internationale.

## Caractéristiques générales

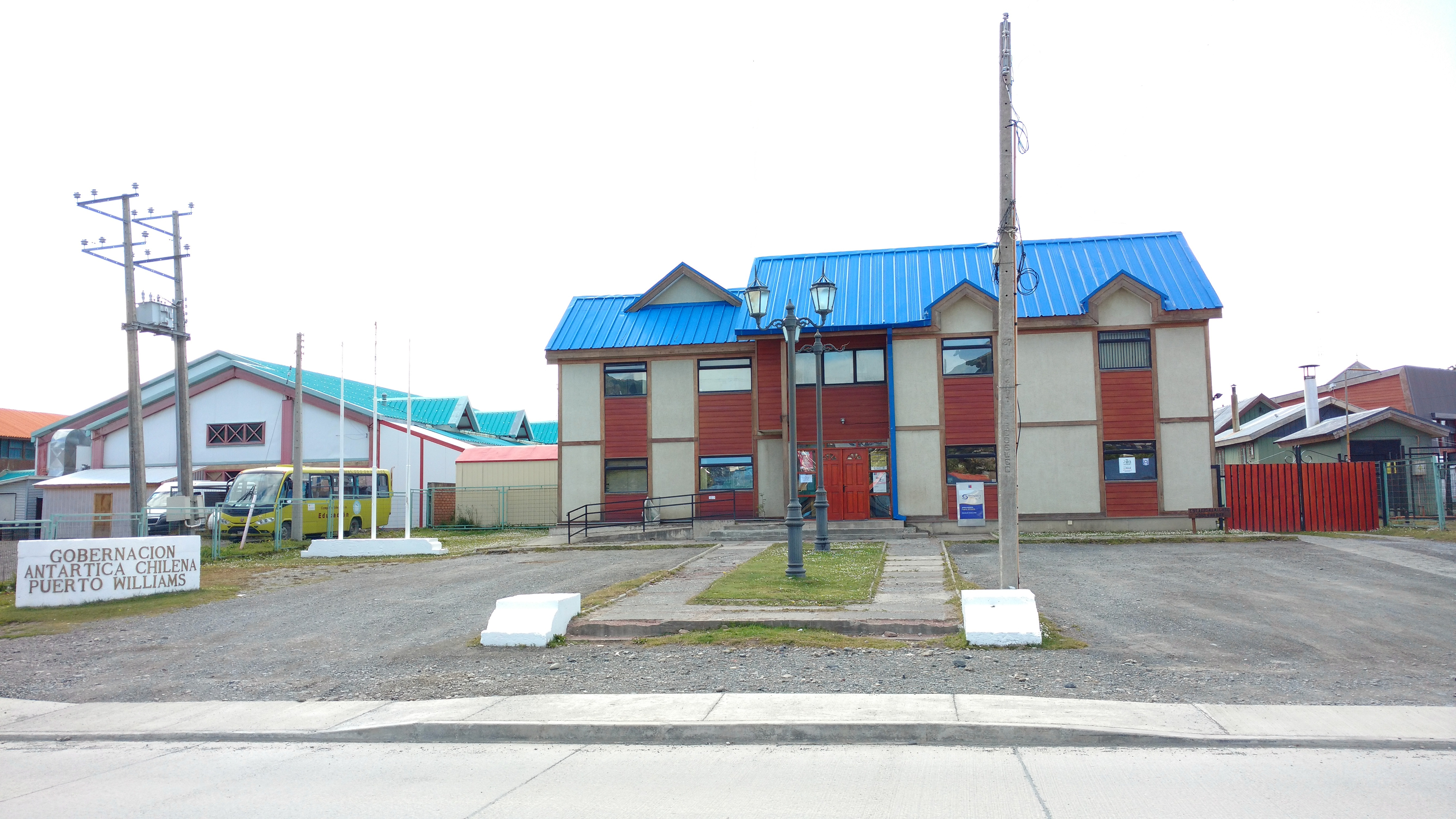
Façade de la gouvernance de la province antarctique chilienne, au Chili.

Cette province comprend une zone au nord du Paso Drake (partie sud-américaine), qui s'étend au sud vers l'archipel de la Terre de Feu, en plus du secteur sud de l'île en question (Estancia Yendegahia). Les îles principales sont Navarino, Hoste, Lennox, Picton, Nueva et de nombreux archipels, comme les îles Wollaston, avec le cap Horn, et les plus australes, les îles Diego Ramírez.
Les principales villes, comme Puerto Navarino, Puerto Williams, Caleta Eugenia et Puerto Toro, se trouvent sur l'île Navarino sur les rives du canal Beagle en face de la côte de la Terre de Feu.
En parlant de la faune, on peut signaler la présence d'espèces comme la baleine bleue, des éléphants de mer, des phoques de Weddell, des loups antarctiques et différentes types de manchots comme le manchot Adélie, le manchot papou, le manchot empereur, et entre autres oiseaux des pétrels géants, des cormorans, et des albatros. 
De plus, le Territoire chilien de l'Antarctique appartient à cette région, qui, avec une superficie de 1 250 000 km², comprend depuis le Pôle Sud, la péninsule Antarctique, la Terre d'O'Higgins et les îles adjacentes. 
Ce territoire présente un grand intérêt scientifique. Le Traité sur l'Antarctique, qui engage  12 pays, établit que l'utilisation du territoire ne pourra se faire qu'à des fins pacifiques, et exclut les essais d'armes nucléaires ainsi que le stockage de matériaux radioactifs.
Le Chili maintient en Antarctique une population civile permanente, la Villa Las Estrellas, 4 bases scientifiques permanentes, 1 centre météorologique de première importance, le centre Eduardo Frei Montalva, des centres de recherches et de nombreux refuges qui servent en été. 